# Resolución 9 del Consejo de Seguridad de las Naciones Unidas
La resolución 9 del Consejo de Seguridad de las Naciones Unidas, aprobada por unanimidad el 15 de octubre de 1946, determinó que una nación que no fuese miembro de la Corte Internacional de Justicia, voluntariamente podría llevar un caso ante la misma, siempre y cuando esa nación se comprometiese a acatar la sentencia del Tribunal.